# Pico Duarte
El pico Duarte es un pico perteneciente a la Cordillera Central en la República Dominicana, siendo el punto más elevado de La Española y de las Antillas en su conjunto. Está ubicado entre el Parque Nacional José del Carmen Ramírez y el parque nacional Armando Bermúdez.
Hasta los primeros años del siglo pasado sus dos picos fueron llamados indistintamente La Pelona, distinguiendo entre La Pelona Grande y La Pelona Chica. La Pelona Grande fue bautizada como pico Trujillo en la década de 1930. Tras la muerte del dictador Rafael Leónidas Trujillo le dieron su nombre actual. 
Actualmente el pico Duarte y el pico La Pelona son considerados dos picos mellizos. Según algunos mapas topográficos vigentes las dos cimas tienen la misma altura de 3087 metros sobre el nivel del mar, sin embargo, mediciones con altímetro muestran que La Pelona queda algunos metros por debajo del pico Duarte. 
La distancia recta entre las cumbres del pico Duarte y La Pelona es de 1 ½ km. Las cimas están divididas por el valle de Lilís, con una altura de 2950 m s. n. m.. Hacia el este y hacia el oeste hay mucha pendiente. Otras cumbres  importantes en los alrededores son el pico del Barraco (2644 m s. n. m.) y la Loma de la Viuda (2801 m s. n. m.). Hacia el oriente está la Loma La Rusilla con 3038 m s. n. m. y el pico Yaque (2761 m s. n. m.).
Hay cuatro valles importantes que drenan el agua del macizo del pico Duarte: uno de ellos es el valle de Bao, en el cual nace el río Bao hacia el norte, el río Yaque del Norte hacia el nororiente, el río Blanco y el río Yaque del Sur hacia el sur. Hacia occidente quedan los valles del río Mijo y del arroyo Limón, que drenan hacia el sur, y los valles del río Mao y sus afluentes que drenan hacia el norte. Entre estos valles se levantan montañas que en muchos casos superan los 2000 metros de altitud.
Normalmente este pico lo visitan muchas brigadas y colegios dominicanos.

## Clima
El clima está influenciado principalmente por los vientos alisios que vienen desde el noreste transportando eventualmente nubes de lluvia que chocan con las cordilleras provocando que descarguen sus aguas. Así, una buena parte de la lluvia se precipita en la Cordillera Septentrional y en las lomas más orientales de la Cordillera Central (Reserva Científica Ébano Verde), el resto sigue viaje hasta dejarse caer sobre la vertiente septentrional del resto de la Cordillera Central. Sobre la vertiente meridional de la Cordillera Central llueve menos (fenómeno conocido como sombra orográfica). 
Las temperaturas dependen de la altura. En las partes más altas de la cordillera las temperaturas pueden llegar por debajo de 0 °C en horas de la madrugada, puede presentarse escarchas (heladas) y nevadas en las zonas de mayor elevación.
La temperatura es muy baja por eso se recomienda llevar abrigos, guantes y zapatos cerrados.
| Parámetros climáticos promedio de Pico Duarte | Parámetros climáticos promedio de Pico Duarte | Parámetros climáticos promedio de Pico Duarte | Parámetros climáticos promedio de Pico Duarte | Parámetros climáticos promedio de Pico Duarte | Parámetros climáticos promedio de Pico Duarte | Parámetros climáticos promedio de Pico Duarte | Parámetros climáticos promedio de Pico Duarte | Parámetros climáticos promedio de Pico Duarte | Parámetros climáticos promedio de Pico Duarte | Parámetros climáticos promedio de Pico Duarte | Parámetros climáticos promedio de Pico Duarte | Parámetros climáticos promedio de Pico Duarte | Parámetros climáticos promedio de Pico Duarte |
| Mes                                           | Ene.                                          | Feb.                                          | Mar.                                          | Abr.                                          | May.                                          | Jun.                                          | Jul.                                          | Ago.                                          | Sep.                                          | Oct.                                          | Nov.                                          | Dic.                                          | Anual                                         |
| --------------------------------------------- | --------------------------------------------- | --------------------------------------------- | --------------------------------------------- | --------------------------------------------- | --------------------------------------------- | --------------------------------------------- | --------------------------------------------- | --------------------------------------------- | --------------------------------------------- | --------------------------------------------- | --------------------------------------------- | --------------------------------------------- | --------------------------------------------- |
| Precipitación total (mm)                      | 7                                             | 11                                            | 17                                            | 37                                            | 51                                            | 40                                            | 25                                            | 81                                            | 44                                            | 37                                            | 18                                            | 8                                             | 376                                           |
| Fuente:                                       |                                               |                                               |                                               |                                               |                                               |                                               |                                               |                                               |                                               |                                               |                                               |                                               |                                               |

## Hidrología
El macizo del pico Duarte es sumamente importante para el régimen hidrológico del país. Allí nacen los dos ríos más importantes de la República Dominicana: El río Yaque del Norte con su afluente Río Bao y el río Yaque del Sur con sus afluentes Río Mijo, Río Grande y Río San Juan. Estos ríos son muy importantes para suministrar agua potable a los centros urbanos y para el riego de las zonas áridas en el Cibao Occidental, el Valle de San Juan y las llanuras de Azua y de Barahona. Todos los ríos principales tienen presas cuando salen de la cordillera al llano. 
Esas presas, además de almacenar agua para las temporadas más secas, cuentan con centrales hidroeléctricas que generan una parte importante de la energía eléctrica a nivel nacional. Debido a la formación geológica de la Cordillera Central, sus aguas son principalmente superficiales. Por eso, hasta en los puntos más altos como en el Valle de Lilís, aflora agua durante la mayor parte del año.

## Rutas hacia el pico Duarte
1. Jarabacoa - Manabao - La Ciénaga - Los Tablones - La Cotorra - Agüita Fría - La Compartición - Pico Duarte
2. El Pedregal - Matagrande - Loma del Oro - Las Guácaras - Valle del Bao - La Pelona - Vallecito de Lilís - Pico Duarte
3. Presa de Sabaneta – Alto de la Rosa – Agüita Fría – Macutico – La Pelona –Vallecito de Lilís – Pico Duarte

Desde Santo Domingo se requiere llegar hasta Jarabacoa (provincia La Vega) para acceder por la ruta A, hasta Santiago de los Caballeros para utilizar la ruta B, y a San Juan de la Maguana para acceder por la ruta C. La primera de estas rutas tiene 23 km de longitud y una duración de 2 a 3 días, la segunda 45 km y 4 a 5 días, y la tercera 48 km y 4 a 5 días. 
Existen facilidades para el acompañamiento de guías locales, servicio de mulas, etc. Hay empresas de guías que son muy confiables e incluyen todos los equipos, transporte, comidas, bolsas de dormir, casas de campañas, ropa de frío y guías calificados.
Es altamente recomendable que reserves tu viaje con anticipación y recibas toda la información de tu guía algunos días o semanas antes del viaje. Así tendrás una experiencia más placentera y disfrutarás más la montaña.

### Subida principal desde el Sur al Pico Duarte
Comienza cerca de la presa de Sabaneta, localizada en la sección con el mismo nombre, a unos 20 km al norte de la ciudad de San Juan de la Maguana. Desde esta ruta el pico Duarte se recorre en tres días y en comparación con los demás caminos este es el más largo y difícil, por eso es la ruta donde se encontrarán menos personas en el camino.
Ruta de Acceso: En San Juan de la Maguana se toma la carretera a Sabaneta en dirección norte, después de 20 km de carretera asfaltada se llega a la presa de Sabaneta donde comienza el camino. Se puede estacionar el vehículo en el vivero forestal 300 m antes de la presa.
Planificación del tiempo: Se puede recorrer el camino Sabaneta - Pico Duarte en tres días: Desde el pueblo de Sabaneta hasta la caseta de Alto de la Rosa el primer día, desde la caseta de Alto de la Rosa hasta la caseta de Macutico el segundo día y hasta el pico Duarte y la caseta de La comparición el tercer día. Leet más... Fragmento de texto obtenido del Portal Maguana.net

## Controversia sobre la altura del pico Duarte
No hay una medida exacta de la altura de pico Duarte. En 1851, su primer trepador (el cónsul británico Robert Schomburg) calculó la altura en 3140 metros. En 1912, el botánico y sacerdote Miguel Fuentes dijo que medía 2855. Tradicionalmente, se añadió la altura de 3175 metros, pero posteriormente se calculó en 3087 metros para ambas cumbres (Duarte y La Pelona).
En el año 2000 el profesor Kenneth Orvis del Departamento de Geografía de la Universidad de Tennessee, en Knoxville, realizó un estudio publicado en 2003 donde calculó con instrumentos de GPS que el pico Duarte medía 3098 metros sobre el nivel del mar, con un margen de error de 5,9 centímetros. La Pelona, según el mismo estudio, mide 3094 metros.